# Бонина (Алесандрија)
Бонина (итал. Bonina) је насеље у Италији у округу Алесандрија, региону Пијемонт.
Према процени из 2011. у насељу је живело 34 становника. Насеље се налази на надморској висини од 172 м.